# Marktplatzbrunnen (Mannheim)

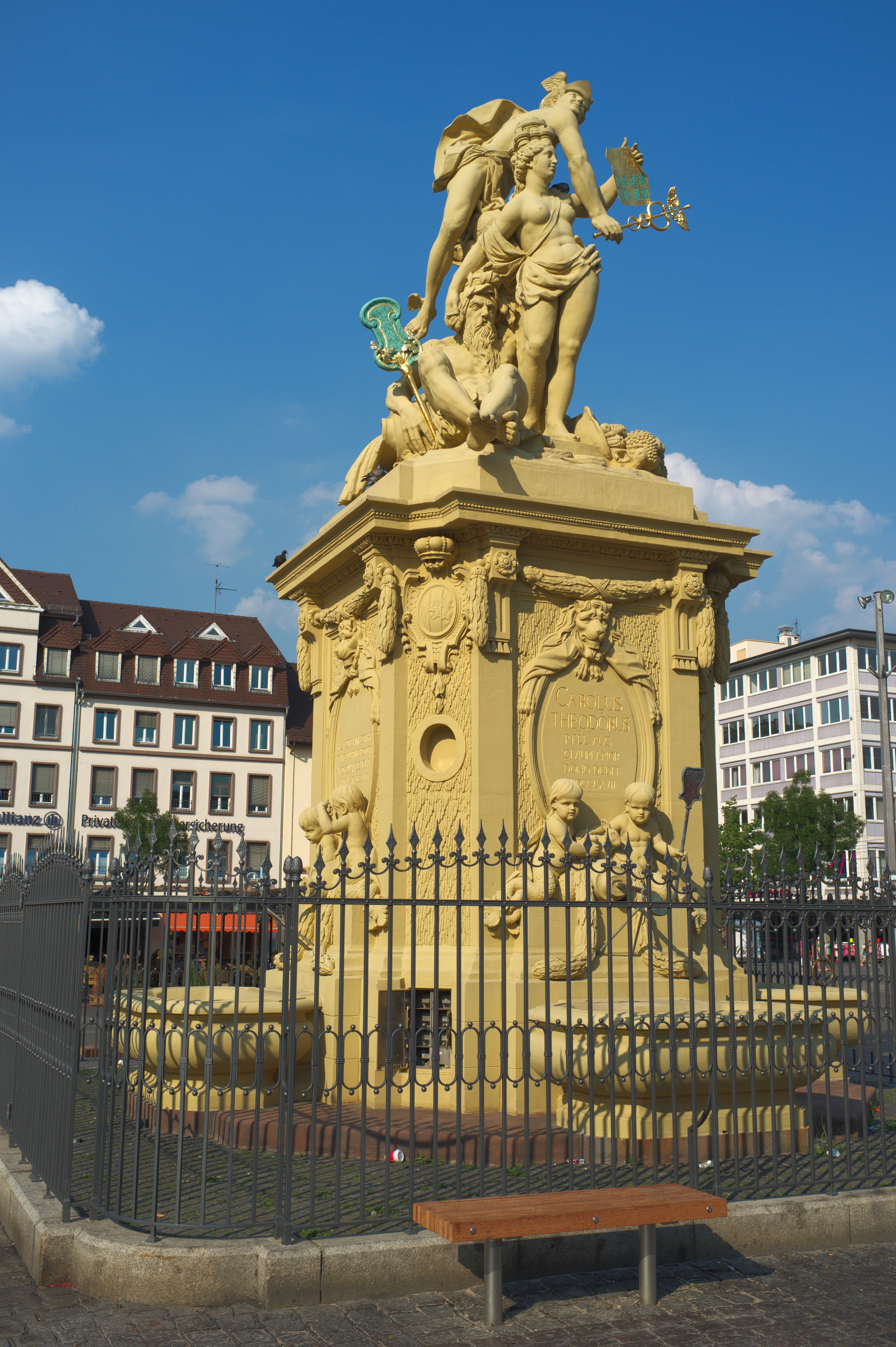
Marktplatzbrunnen 2012

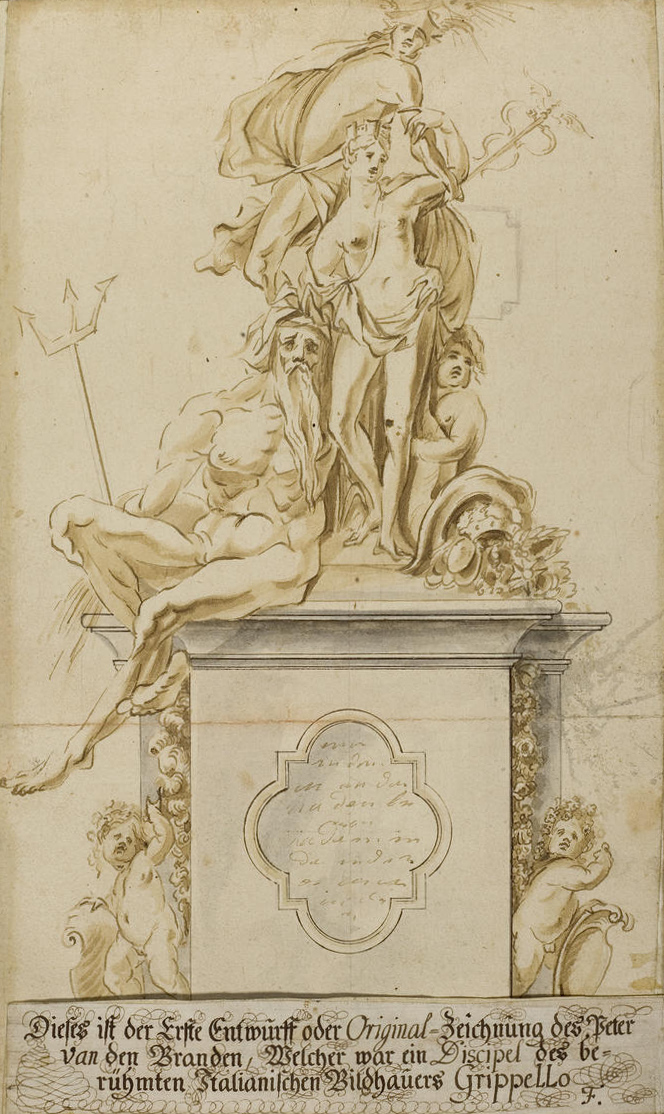
Brunnen im 18. Jahrhundert vor der Umgestaltung

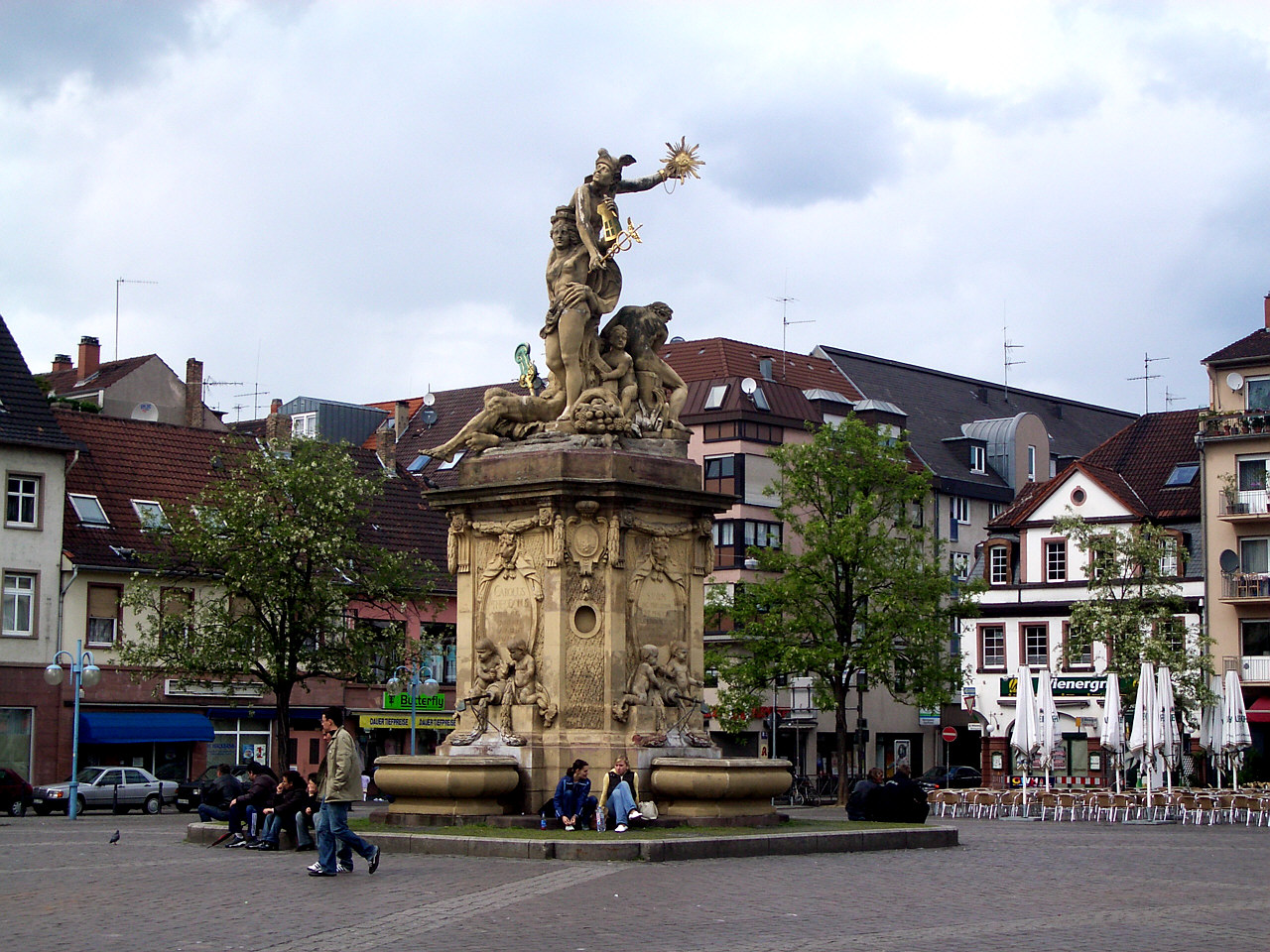
Marktplatzbrunnen 2005 ohne das historische Ziergitter

Der Marktplatzbrunnen steht auf dem Mannheimer Marktplatz. Er wurde ursprünglich 1719 von Peter van den Branden für den Heidelberger Schlossgarten geschaffen und 1769 von seinem Sohn Johann Matthäus van den Branden umgestaltet.

## Geschichte
Carl Philipp war 1716 Kurfürst von der Pfalz geworden. Er plante die Ausgestaltung des Heidelberger Schlossgartens und beauftragte Peter van den Branden, einen Schüler von Gabriel Grupello, mit der Skulptur. Die Figuren symbolisierten die vier Elemente, ein Wassergott für das Wasser, eine weibliche Gestalt für die Erde und der Götterbote Merkur für die Luft, in der Hand die Sonne haltend für das Feuer. 1719 war das Denkmal vollendet doch bereits im Jahr darauf verlegte Carl Philipp die Residenz von Heidelberg nach Mannheim.
Im Jahr 1763 ließ Kurfürst Carl Theodor die Skulptur in die Orangerie des Schwetzinger Schlossgartens bringen. Dort passte sie allerdings nicht in das Konzept des Architekten Nicolas de Pigage, so dass der Kurfürst sie zu seinem 25-jährigen Regierungsjubiläum der Stadt Mannheim schenkte. Das Denkmal sollte nun Mannheim zum Thema haben und entsprechend umgearbeitet werden. Für die Ausführung bewarben sich Augustin Egell und Johann Matthäus van den Branden. Die Stadt wollte den Auftrag Egell geben, der das günstigere Angebot abgegeben hatte, doch Pigage setzte sich für den Sohn von Peter van den Branden ein. 1769 war das neu gestaltete Denkmal fertig. Der Sockelschmuck, auch von Johann Matthäus van den Branden, wurde bis 1771 erstellt. Augustin Egell und Konrad Linck hatten sich erfolglos für diese Arbeiten beworben.
Das Monument wurde 1795, bei der Beschießung von Mannheim, in Mitleidenschaft gezogen; u. a. hatten zwei Figuren einen Arm verloren. Diese Kriegsschäden behob der Mannheimer Bildhauer Maximilian Joseph Pozzi. Zum Brunnen wurde das Denkmal erst 1888, als mit dem Bau des Mannheimer Wasserturms eine zentrale Wasserversorgung in der Stadt aufgebaut werden konnte. Im Zweiten Weltkrieg wurde das Monument schwer beschädigt. Die Neckar-Figur musste von Carl Trummer komplett ersetzt werden. 1958 brach der Kopf des Merkurs ab und zerschmetterte beim Herabfallen die Arme zweier Figuren. Die Modelle für den Ersatz lieferte Gerd Dehof. 1978 wurde unter dem Marktplatz eine Tiefgarage errichtet. Dabei wurde das Denkmal abgebaut, restauriert und 1981 mit einer Kopie der Figurengruppe ersetzt. Verzichtet wurde auf den Schutzzaun, was bereits nach kurzer Zeit zu Vandalismusschäden führte. 2009/10 wurde der Denkmalbrunnen restauriert und bei dieser Gelegenheit auch wieder ein Ziergitter nach historischer Vorlage hinzugefügt.

## Beschreibung
Die Stadtgöttin hält in der Linken einen Stadtplan Mannheims. Überragt wird sie von Merkur dem Gott des Handels. Zu den Füßen befinden sich zwei Wassergötter, die die beiden Flüsse symbolisieren, die durch die Stadt fließen, vorne Vater Rhein mit einem Ruder und hinten der Neckar.
Die vier Seiten des Sockels sind jeweils ähnlich gestaltet mit von Löwenköpfen gekrönten Medaillons mit Inschriften, darunter zwei Putten, deren Beine in Fischschwänzen enden, dazu als Attribute ein Hase, ein Schwein, ein Ruder und Früchte. Die Wasseraustrittsstellen sind mit den Flüssen Rhein, Donau, Neckar und Mosel beschriftet, die vier Ströme in den Landesteilen Kurpfalz, Neuburg, Jülich und Berg und die Grafschaft Sponheim.
An den Ecken des Sockels sind gemehrte Wappen angebracht, die mit dem Kurhut gekrönt sind. Sie stehen für die Länder, die Kurfürst Carl Theodor beanspruchte:
1. Herzogtum Bayern, Regalien, Herzogtum Jülich
2. Herzogtümer Cleve und Berg, Grafschaft Moers
3. Grafschaften Veldenz, Mark und Ravensberg
4. Pfalzgrafschaft bei Rhein und Markgrafschaft Bergen op Zoom

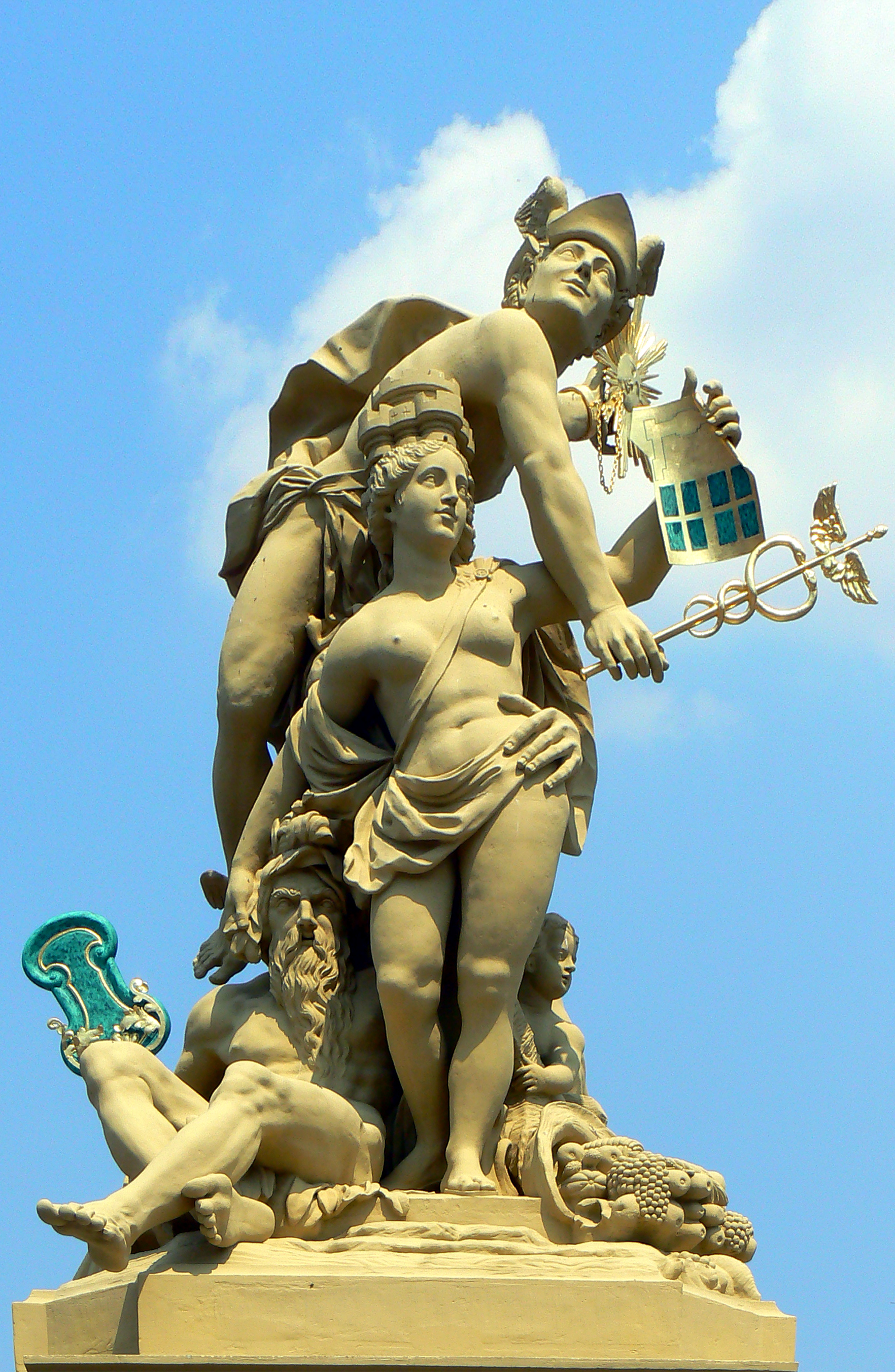
Merkur, Stadtgöttin, Rhein (von oben)
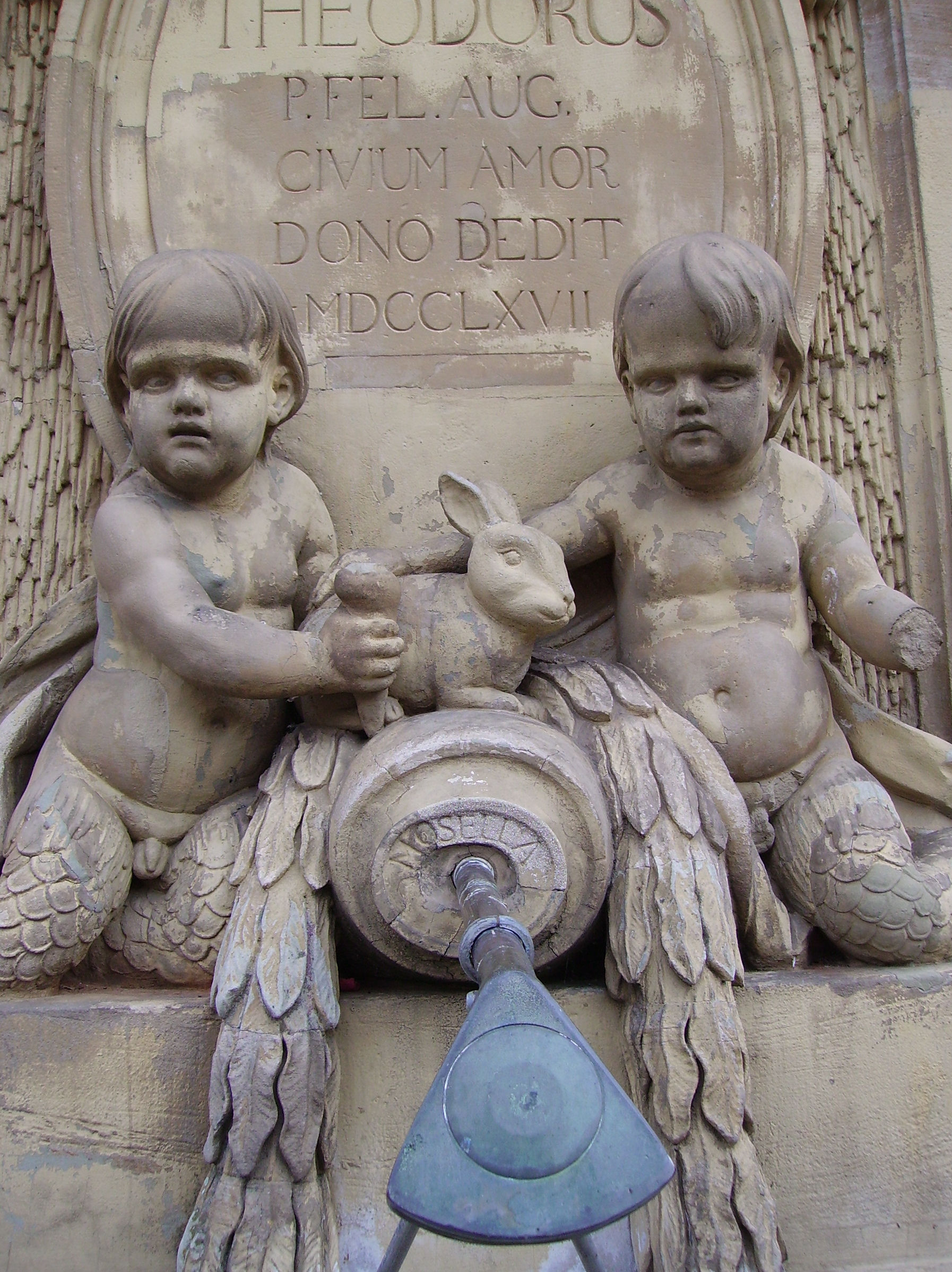
Sockelseite Mosel
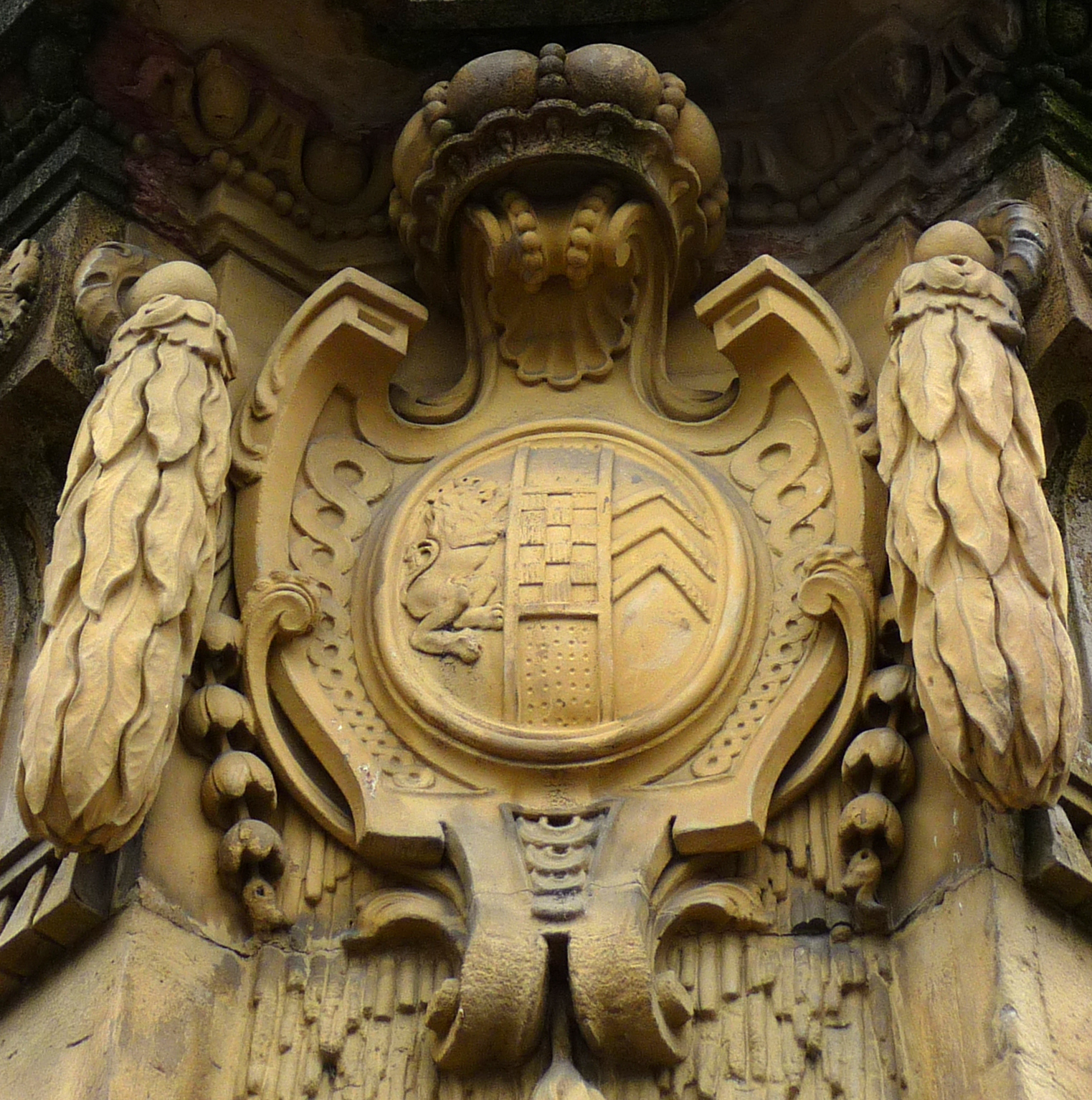
Wappen: Veldenz, Mark und Ravensberg